# Disco Blu-ray
Disco Blu-ray, também conhecido como BD (de Blu-ray Disc) é um formato de disco óptico com 12 cm de diâmetro e 1,2 mm de espessura (igual ao CD e ao DVD) para vídeo e áudio de alta definição e armazenamento de dados de alta densidade. É uma alternativa ao DVD e é capaz de armazenar filmes de até 1080p Full HD por até 4 horas em compressão com perda de dados. Requer uma TV Full HD de LCD, plasma ou LED para explorar todo seu potencial.
Sua capacidade varia de 25 GB (camada simples) a 50 GB (camada dupla) – gigabytes. O disco Blu-Ray faz uso de um laser de cor azul-violeta, cujo comprimento de onda é 405 nanômetros (nm), permitindo gravar mais informação num disco do mesmo tamanho usado por tecnologias anteriores (o DVD usa um laser de cor vermelha de 650 nanômetros).
Blu-ray obteve o seu nome a partir da cor azul do raio laser ("blue ray" em inglês significa "raio azul"). A letra "e" da palavra original "blue" foi eliminada porque em alguns países não se pode registrar uma palavra comum em forma de um nome comercial. Este raio azul mostra um comprimento de onda curta de 405 nm e conjuntamente com outras técnicas, permite armazenar substancialmente mais dados que um DVD ou um CD. A Blu-ray Disc Association (BDA) é responsável pelos padrões e o desenvolvimento do disco Blu-ray e foi criada pela Sony, Panasonic, Pioneer e Philips.
Em junho de 2011, o analista do The NPD Group, Russ Crupnick disse que "o mercado de vídeo em disco físico foi um pouco decepcionante." Em 2014 a Time listou o Blu-ray em "5 produtos tecnológicos que serão mortos em 5 anos". Em 2016 os DVDs e Blu-rays deixaram de ser o meio mais lucrativo para distribuição de vídeo nos Estados Unidos e em 2017 no Reino Unido, sendo sucedido pela mídia digital e streaming.

## História

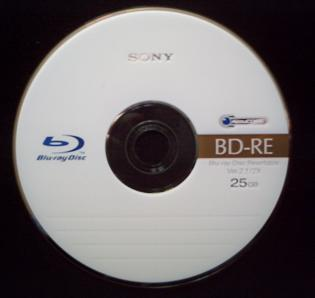
Disco Blu-ray regravável da Sony.

### 2000-2002
A densidade de informação do DVD foi limitada pelo comprimento de onda dos diodos laser usados. Após o desenvolvimento prolongado, os diodos de laser azuis que operam a 405 nanômetros foram disponíveis em uma base de produção. A Sony iniciou dois projetos em colaboração com a Philips, aplicando os novos diodos: UDO (Ultra Density Optical), e DVR Blue (juntamente com a Pioneer), um formato de discos regraváveis que acabaria por ser o Blu-ray Disc (mais especificamente, BD-RE). As principais tecnologias dos formatos são semelhantes. Os primeiros protótipos DVR Blue foram revelados na exposição CEATEC em outubro de 2000 pela Sony. Uma marca registrada para o logotipo "Blue Disc" foi arquivada em 9 de fevereiro de 2001. Em 19 de fevereiro de 2002, o projeto foi oficialmente anunciado como Blu-ray Disc, e a associação Blu-ray Disc foi fundada por nove membros iniciais.

### 2003-2006
O primeiro dispositivo de consumo chegou às lojas em 10 de abril de 2003: o Sony BDZ-S77, um gravador de BD-RE de US$ 3 800 (EUA) que estava disponível apenas no Japão. Mas não havia nenhum padrão para o vídeo pré-gravado, e nenhum filme foi lançado para este formato. Os estúdios de Hollywood insistiam que players fossem equipados com gerenciamento de direitos digitais antes de lançar filmes para o novo formato, e eles queriam um novo sistema de DRM que seria mais seguro do que o Sistema de Scramble de Conteúdo (CSS) com falha em DVDs. Em 4 de outubro de 2004, o nome "Blu-ray Disc Founders" foi oficialmente alterado para a Blu-ray Disc Association (BDA), e a 20th Century Fox juntou-se ao Conselho de Administração do BDA. As especificações físicas do disco Blu-ray foram concluídas em 2004. Em janeiro de 2005, a TDK anunciou que eles desenvolveram um revestimento de polímero ultra-duro ainda muito fino ("Durabis") para os discos Blu-ray; este foi um avanço técnico significativo porque uma proteção muito mais dura era desejada no mercado de consumo para proteger discos nus contra riscos e danos em comparação com o DVD, enquanto que o disco Blu-ray tecnicamente exigia uma grande quantidade para o laser azul mais denso e de maior frequência. Os cartuchos, originalmente utilizados para proteção contra arranhões, já não eram necessários e foram descartados. As especificações do BD-ROM foram finalizadas no início de 2006.
AACS LA, um consórcio fundado em 2004, desenvolveu a plataforma DRM que poderia ser usada para distribuir filmes de forma segura aos consumidores. No entanto, o padrão AACS final foi adiado, e depois atrasou novamente quando um membro importante do grupo Blu-ray Disc expressou preocupações. A pedido dos fabricantes iniciais de hardware, incluindo Toshiba, Pioneer e Samsung, foi publicado um padrão provisório que não incluía alguns recursos, como cópia gerenciada.

### Desenvolvimento do lançamento e vendas
Os primeiros players de BD-ROM (Samsung BD-P1000) foram enviados em meados de junho de 2006, com os reprodutores de HD DVD ainda no mercado por alguns meses. Os primeiros títulos de disco Blu-ray Disc foram lançados em 20 de junho de 2006: 50 First Dates, The Fifth Element, Hitch, House of Flying Daggers, Underworld: Evolution, xXx (Sony); Twister (Warner Bros.); e o Terminator (MGM). Os primeiros lançamentos usaram a compressão de vídeo MPEG-2, o mesmo método usado nos DVDs. Os primeiros lançamentos usando o VC-1 e AVC, os mais novos formatos, foram introduzidos em setembro de 2006. Os primeiros filmes que utilizam discos de camada dupla de 50 GB foram introduzidos em outubro de 2006. Os primeiros álbuns somente de áudio foram lançados em maio de 2008. O primeiro disco gravável Blu-ray Disc de disco rígido para o PC foi o BWU-100A, lançado pela Sony em 18 de julho de 2006. Ele gravou apenas BD-Rs de camada única e dupla também como BD-REs e teve um preço de varejo sugerido de US$ 699. Em junho de 2008, mais de 2500 títulos de discos Blu-ray estavam disponíveis na Austrália e no Reino Unido, com 3500 nos Estados Unidos e no Canadá. No Japão, a partir de julho de 2010, mais de 3300 títulos foram lançados.

### Escopo futuro e tendências do mercado
De acordo com a Media Research, as vendas de software de alta definição nos EUA foram mais lentas nos primeiros dois anos do que as vendas de software de DVD. 16,3 milhões de unidades de softwares de DVD foram vendidos nos dois primeiros anos (1997-98), em comparação com 8,3 milhões de unidades de software de alta definição (2006-07). Uma das razões dadas para esta diferença foi o mercado menor (26,5 milhões de HDTVs em 2007 em comparação com 100 milhões de SDTVs em 1998). O antigo adepto do HD DVD, a Microsoft, não fez uma unidade de disco Blu-ray para o Xbox 360. O sucessor do Xbox 360, o Xbox One, possui uma unidade Blu-ray, assim como o PS4, ambos com suporte de Blu-ray 3D, depois de mais tarde serem lançadas atualizações de firmware. Logo após a "guerra do formato" ter terminado, as vendas de discos Blu-ray começaram a aumentar. Um estudo do The NPD Group revelou que o Blu-ray Disc atingiu 60% das famílias dos Estados Unidos. Os números de vendas da Nielsen VideoScan mostraram que, para alguns títulos, como o 20th Century Fox's Hitman, até 14% do total de vendas de discos eram do Blu-ray, embora as vendas médias de Blu-ray no primeiro semestre do ano eram apenas de 5%. Em dezembro de 2008, a versão Blu-ray Disc do The Dark Knight foram de 600 mil cópias no primeiro dia de seu lançamento nos Estados Unidos, Canadá e Reino Unido. Uma semana após o lançamento, The Dark Knight em BD vendeu mais de 1,7 milhão de cópias em todo o mundo, tornando-se o primeiro título de Blu-ray Disc a vender mais de um milhão de cópias na primeira semana de lançamento.

#### Declínio nas vendas e criticismo
Ainda em 2008, ano em que o Blu-ray saiu vitorioso na guerra dos formatos, foi projetada uma queda nas vendas de final de ano. Jason Kirby, do Macleans (Canadá) comentou: 
| “ | "Quando o formato de vídeo VHS desquiciado oficialmente desistiu do fantasma há alguns anos atrás, ele havia sobrevivido à idade matutina de 30 (anos). Mas quase oito meses após a tecnologia Blu-ray da Sony surgi como o rei do vídeo de alta definição, os observadores já estão perguntando se seus dias estão contados." (...) "Parte do problema é a guerra prolongada que ocorreu entre o Blu-ray e o formato rival HD DVD sobre o qual se tornaria o padrão da indústria. O HD DVD acenou a bandeira branca em fevereiro. Mas, enquanto as duas tecnologias lutaram, os preços dos DVD caíram e as novas tecnologias, como o vídeo sob demanda e a transmissão de vídeos na Internet, ganharam posição. (...) Como o Steve Jobs da Apple colocou em meados de outubro, o Blu-ray está agora em uma 'bolsa de dano'." | ” |

Robin Harris, do Zdnet também comentou em 2008: 
| “ | "[O] Blu-ray está em uma espiral da morte (...) será um nicho videofílico, não um produto de mercado de massa. (...) Em poucas palavras: os consumidores dirigem ao mercado e eles não se importam com as vantagens teóricas da Blu-ray. (...) Lembram-se do Betamax? SACD? Minidisk? Disco laser? DVD-Audio?" (...) "Há mais perdedores do que vencedores em formatos de armazenamento (...) Duas coisas mataram a estratégia original. Primeiro, a luta com o HD DVD paralisou a indústria por dois anos. (...) Em segundo lugar, o advento dos leitores de DVD de baixo custo com up-sampling reduz dramaticamente a vantagem de qualidade de vídeo dos Blu-rays para os DVDs. A Blu-ray Disc Association esperava uma enorme bonança em dinheiro, já que milhões de consumidores descobriram que os DVDs padrão pareciam terríveis na HDTV." | ” |

O Blu-ray foi listado mais de uma vez ao lado de grandes "fracassos" tecnológicos: em 2011 pela revista Exame, em 2015 pelo site Tecnoblog e em 2019 pelo site TechTudo.
Em 2025 a Sony acabou com a produção de Blu-ray graváveis.

## Críticas
Além das muitas críticas negativas em relação a tecnologia usada no disco, o Blu-ray também foi mencionado por conseguir mostrar percepção de profundidade (semelhante ao Filme 3D, porém sem uso dos óculos) e mais detalhes do vídeo – o que é considerado por algumas pessoas como um ponto positivo e por outras não. Ricardo Calil em revisão do filme The Searchers para o site IG disse que "não parece um filme, parece uma holografia (com as figuras se destacando do cenário). É artificial. Ou hiperreal (...) para a maioria dos filmes antigos, o velho e bom DVD ainda funciona melhor."
Danielsen do The Guardian do Reino Unido disse que uma animação como Wall-E tem um excelente desempenho em Blu-ray. Mas criticou o filme Psycho por mostrar de forma incômoda os detalhes da maquiagem dos personagens. Ele também disse que o formato Blu-ray sofre de "excesso de clareza". Citando A Guerra dos Mundos (filme de 1953), ele disse que podem ser vistos fios segurando as naves marcianas em quase todas as cenas. Danielsen continuou a revisão dizendo: "Eu defendo a qualidade da imagem, mas não gosto de saber como o mágico faz o truque. Momentos como esse – em que a máscara cai e o mecanismo que move a ilusão é revelado – nos tiram do filme e nos levam para o mundo da técnica. Eles são inimigos da narrativa."
Martin Scorsese analisando a tecnologia, citou como um ponto positivo os discos sendo capazes de destacarem a granulação dos filmes.

## Vídeo
Os vídeos de alta definição podem ser armazenados em BD com resolução de até 1080i em até 59,94 quadros por segundo, se entrelaçado. Alternativamente, a varredura progressiva pode ir até uma resolução de 1080p a 24 quadros por segundo, ou até 720p em até 59,94 quadros por segundo:
| Resolução | FPS      | Aspecto               |
| --------- | -------- | --------------------- |
| 1920×1080 | 29.97-i  | 16:9                  |
| 1920×1080 | 25-i     | 16:9                  |
| 1920×1080 | 24-p     | 16:9                  |
| 1920×1080 | 23.976-p | 16:9                  |
| 1440×1080 | 29.97-i  | 16:9 (anamórfico)     |
| 1440×1080 | 25-i     | 16:9 (anamórfico)     |
| 1440×1080 | 24-p     | 16:9 (anamórfico)     |
| 1440×1080 | 23.976-p | 16:9 (anamórfico)     |
| 1280×720  | 59.94-p  | 16:9                  |
| 1280×720  | 50-p     | 16:9                  |
| 1280×720  | 24-p     | 16:9                  |
| 1280×720  | 23.976-p | 16:9                  |
| 720×480   | 29.97-i  | 4:3/16:9 (anamórfico) |
| 720×576   | 25-i     | 4:3/16:9 (anamórfico) |

Para vídeo, todos os players necessitam suportar os codecs MPEG-2, H.264/MPEG-4 AVC, e SMPTE VC-1. MPEG-2 é o padrão de compressão usado em DVDs, o que permite compatibilidade com versões anteriores. MPEG-4 AVC foi desenvolvido pelo MPEG, Sony, e VCEG. VC-1 é um padrão de compressão que foi principalmente desenvolvido pela Microsoft. BDs de vídeo devem armazenar o vídeo usando um dos três formatos obrigatórios; múltiplos formatos em um único título são permitidos.
A escolha dos formatos afeta os custos de licenciamento, bem como tempo de execução do título, devido às diferenças na eficiência de compressão. Discos codificados em vídeo MPEG-2 normalmente limitam os produtores de conteúdo para cerca de duas horas de conteúdo de alta definição em uma camada única (25 GB) BD-ROM. Os formatos mais avançados de vídeo (VC-1 e MPEG-4 AVC) tipicamente alcançam um tempo de execução de vídeo de duas vezes maior que MPEG-2, com qualidade comparável.
MPEG-2 foi utilizado por muitos estúdios (incluindo a Paramount Pictures, que inicialmente usou o formato VC-1 para as versões HD DVD) para a primeira série de discos Blu-ray, que foram lançados ao longo de 2006. Novos lançamentos são frequentemente codificados em MPEG-4 AVC ou VC-1, permitindo que estúdios de cinema a colocar todo o conteúdo em um disco, reduzindo custos e melhorando a facilidade de uso. Com estes formatos também libera muito de espaço para armazenamento de conteúdos bônus em HD (1080i / p), ao contrário do SD (480i / p) normalmente usada para a maioria dos títulos. Alguns estúdios, como Warner Bros, lançaram conteúdos bônus em discos codificados em um formato diferente do título principal. Por exemplo, o lançamento do disco Blu-ray de Superman Returns usa VC-1 para o filme e MPEG-2 para alguns de seus conteúdos bônus. Hoje, Warner e outros estúdios normalmente fornecem conteúdos bônus no formato de vídeo que combina o recurso.

## Áudio
Taxa de Bits
Para o áudio, os leitores devem suportar os codecs Dolby Digital (AC-3), DTS, e PCM linear. Os players podem, opcionalmente, utilizar Dolby Digital Plus e DTS-HD High Resolution Audio, bem como formatos lossless Dolby TrueHD e DTS-HD Master Audio. Para títulos BD devem usar um dos sistemas obrigatórios para a trilha sonora principal. A trilha sonora secundária, se presente, pode usar qualquer um dos codecs obrigatórios ou opcionais.
| Bitrate Max.   | 27.648 Mbit/s                   | 640 kbit/s | 4.736 Mbit/s | 18.64 Mbit/s                    | 1.524 Mbit/s | 24.5 Mbit/s                     |
| Canais Max.    | 8 (48 kHz, 96 kHz), 6 (192 kHz) | 5.1        | 7.1          | 8 (48 kHz, 96 kHz), 6 (192 kHz) | 5.1          | 8 (48 kHz, 96 kHz), 6 (192 kHz) |
| Amos. de Bits  | 16, 20, 24                      | 16, 24     | 16, 24       | 16, 24                          | 16, 20, 24   | 16, 24                          |
| Amos. de Freq. | 48 kHz, 96 kHz, 192 kHz         | 48 kHz     | 48 kHz       | 48 kHz, 96 kHz, 192 kHz         | 48 kHz       | 48 kHz, 96 kHz, 192 kHz         |

Para usuários a gravação de programação de televisão digital, a taxa de gravação Blu-ray Disc padrão de dados inicial de 36 Mbit/s é mais que adequado para gravar transmissões de alta definição a partir de qualquer fonte (IPTV, cabo / satélite ou terrestre). Filmes de vídeo BD tem uma taxa de transferência de dados máxima de 54 Mbit/s, uma taxa de bits máxima AV de 48 Mbit/s (para áudio e dados de vídeo), e uma taxa de bit de vídeo máxima de 40 Mbit/s. Isso se compara a filmes em HD DVD, que têm uma taxa de transferência de dados máxima de 36 Mbit/s, uma taxa de bits máxima de 30,24 AV Mbit/s, e um bitrate de vídeo máxima de 29,4 Mbit/s.

## "Guerra dos formatos"
Blu-ray e HD DVD concorreram pela sucessão do DVD. No entanto em 19 de fevereiro de 2008, a Toshiba comunicou a decisão de não continuar com o desenvolvimento, fabricação e comercialização do HD DVD. Segundo Atsutoshi Nishida, presidente da Toshiba, a decisão da Warner Bros. em usar exclusivamente o Blu-ray foi preponderante para a tomada dessa decisão. Outro fator que influenciou a vitória foi o videogame PlayStation 3 que foi o Blu-ray player mais barato do mercado e vendia mais que todos os outros players de HD DVD. A Microsoft também é apontada como responsável, pois por ser a única força financeira com condições de fazer frente ao consórcio Blu-ray, não embutiu o HD DVD como formato padrão no Xbox 360, priorizando a distribuição digital. O Blu-ray ganhou assim a "guerra" contra o HD DVD e é o novo sucessor do DVD. Em 2008, todos os grandes estúdios migraram para o Blu-Ray, incluindo os ex-exclusivos do HD DVD como Universal e Paramount.
Houve um debate se o Blu-ray iria conter a distribuição digital como futuro do formato de entretenimento. O grande diferencial do disco é não precisar de banda larga e discos rígidos de alta capacidade de armazenamento, além dos consumidores estarem habituados a discos CD e DVD. E também já houve estudos para um formato sucessor como o HVD que permitiria ainda mais armazenamento possibilitando mais de 100 horas de alta definição ou até 6 terabytes de capacidade por disco, mas a empresa faliu em 2010 devido a atrasos na entrega do disco.
A China propôs um formato, CH-DVD em março de 2008 para não pagar royalties à Sony, mas já é ignorada pela indústria de entretenimento devido ao país ser um grande polo mundial de pirataria.

## Equipamento necessário
Para assistir ao Blu-ray é necessário ter um aparelho capaz de reproduzi-lo, ou seja, um player (tocador) ou um home theater de blu-ray. Para aproveitar o poder da alta resolução de som e imagem, é necessário ter um aparelho de TV compatível com o sistema de alta definição (mínimo de 720p) e um home theater para a experiência do áudio DTS-HD Master 7.1/5.1.

## Apoio dosoftwareJava
Na feira JavaOne de 2005, foi anunciado que o software ambiente multiplataforma Java da Sun Microsystems seria incluído em todos os "tocadores" Blu-ray como uma parte obrigatória do padrão. Java é usada para aplicar menus interativos em discos Blu-ray, em oposição ao método usado em DVD de vídeo, que utiliza segmentos MPEG pré-prestados e imagens de legenda selecionáveis, que é consideravelmente mais primitivo e menos perfeito. James Gosling, criador do Java, na conferência, sugeriu que a inclusão de uma máquina virtual Java bem como conectividade de rede em alguns dispositivos BD irão permitir atualizações para os discos Blu-ray através da Internet, acrescentando conteúdos, tais como idiomas de legenda adicionais e recursos promocionais que não estão incluídos no disco no momento (atualmente os tocadores de BD de nova geração vem com esta funcionalidade, são chamados de aparelhos Blu-ray 2.0, ou segunda geração, onde dados referentes aos filmes em execução são baixados por uma porta ethernet do player). Esta versão Java é chamada de BD-J e é um subconjunto do padrão Globally Executable MHP (GEM). GEM é a versão mundial do padrão Multimedia Home Platform.

### Capacidade de armazenagem e velocidade

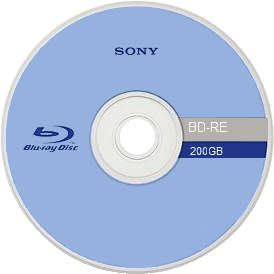
Um disco Blu-Ray de 200 gigabytes.

Os discos BD vêm em diferentes formatos:
- BD-ROM: Disco que é só de leitura;
- BD-R: Disco gravável;
- BD-RE: Disco regravável.

Um disco (kh) de camada única (Single Layer em inglês) Blu-Ray pode conter cerca de 25 GB de dados ou cerca de 6 horas de vídeo de alta definição mais áudio, e, no modo de dupla camada (Double Layer em inglês), este espaço é duplicado, podendo conter, aproximadamente, 50 GB. Suporta os formatos de compressão MPEG-2, MPEG-4 e VC-1. A velocidade de transferência de dados é de 36 Mbit/s (54 Mbps para BD-ROM), mas protótipos a 2x de velocidade com 72 Mbit por segundo de velocidade de transferência estão em desenvolvimento. O BD-RE (formato regravável) padrão já está disponível, assim como os formatos BD-R (gravável) e o BD-ROM, como parte da versão 2.0 das especificações do Blu-ray. Em 19 de maio de 2005, a TDK anunciou um protótipo de disco Blu-ray de quatro camadas (100 GB). Outros discos Blu-ray com capacidades de 200 GB (oito camadas) estão também em desenvolvimento.
Recentemente a TDK anunciou ter criado um disco Blu-ray experimental capaz de armazenar até 200 GB de informação em um único lado (6 camadas de 33 GB). Para isso, foi necessário aumentar a capacidade de cada camada de 25 GB para 33 GB. Isso foi possível graças ao peróxido de bismuto como meio de gravação.

## Blu-ray 4K UHD

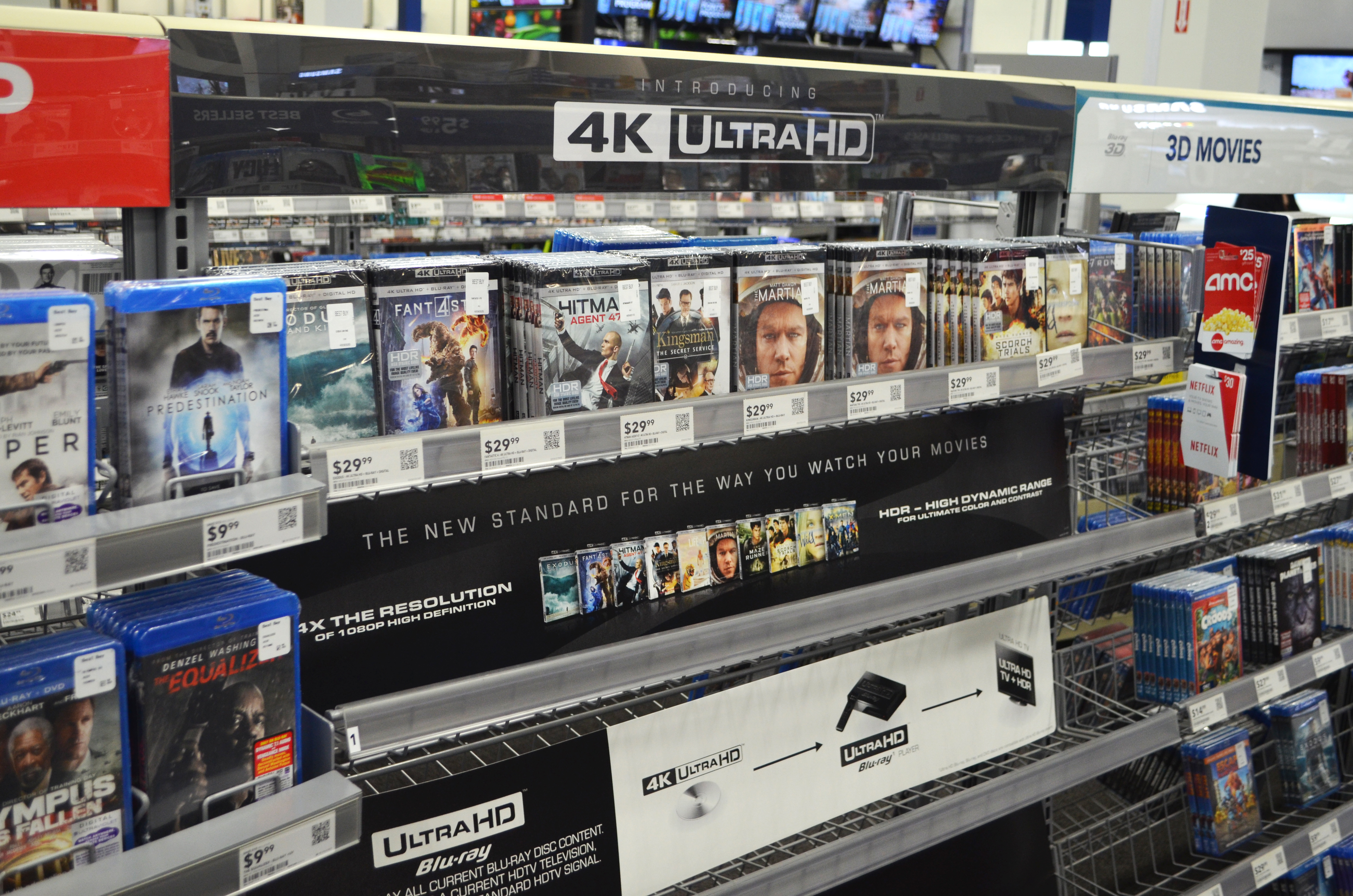
Filmes em blu-ray 4K UHD.

Em 5 de setembro de 2014, a Associação Blu-ray Disc revelou que o futuro formato 4K Blu-ray que irá suportar resolução 4K UHD (3840 x 2160) de vídeo com uma cadência de até 60 quadros por segundo. O padrão irá codificar vídeos, incluindo o padrão High Efficiency Video Coding (HEVC).
Os discos Blu-ray 4K suportam High dynamic range (HDR), aumentando o contraste e a profundidade de cor de 8 para 10 bits por cor, também com sampleamento de imagem em 4:2:0 e uma maior gama de cores usando o Rec. 2020, com espaço de cor utilizando o HEVC. A especificação do Blu-ray 4K permite três tamanhos de discos, cada um com a sua própria taxa de dados: 50 GB com 82 Mbit/s, 66 GB com 108 Mbit/s, e 100 GB com 128 Mbit/s.
O Blu-ray 4K foi licenciado em meados de 2015. Em 12 de maio de 2015, a Associação Blu-ray Disc revelou que as especificações foram concluídas e o logotipo oficial: Ultra HD Blu-ray. Os primeiros leitores de disco foram lançados em 2016.
Não confundir Blu-ray 4K com Blu-rays masterizados em 4K que a Sony lançou em 2014. Eles apresentam a resolução 1080p, mas foram criados a partir de 4K masterizado, sem apresentar a resolução 4K nativa.

## Dimensões e capacidade de armazenagem
| Dimensões         | Capacidade de uma camada | Capacidade com camada dupla |
| ----------------- | ------------------------ | --------------------------- |
| 12 cm, lado único | 25 GB (23,3 GiB)         | 50 GB (46,6 GiB)            |
| 12 cm, dois lados | 50 GB (46,6 GiB)         | 100 GB (93,2 GiB)           |
| 8 cm, lado único  | 7,8 GB (7,3 GiB)         | 15,6 GB (14,5 GiB)          |
| 8 cm, dois lados  | 15,6 GB (14,5 GiB)       | 30,12GB (29 GiB)            |

## Velocidade de gravação
| Velocidade do drive | Taxa de transferência de dados | Taxa de transferência de dados | Tempo de gravação para disco blu-ray (minutos) | Tempo de gravação para disco blu-ray (minutos) |
| ------------------- | ------------------------------ | ------------------------------ | ---------------------------------------------- | ---------------------------------------------- |
| Velocidade do drive | Mbit/s                         | MB/s                           | Uma Camada                                     | Duas Camadas                                   |
| 1×                  | 36                             | 4,5                            | 90                                             | 180                                            |
| 2×                  | 72                             | 9                              | 45                                             | 90                                             |
| 4×                  | 144                            | 18                             | 23                                             | 45                                             |
| 6×                  | 216                            | 27                             | 15                                             | 30                                             |
| 8×                  | 288                            | 36                             | 12                                             | 23                                             |
| 12×                 | 432                            | 54                             | 8                                              | 15                                             |

### Diferenças entre o blu-ray, HD DVD e o DVD
|                                   | Blu-ray                                                           | HD DVD                                          | DVD                                         |
| Capacidade (armazenamento)        | 23,3 / 25 / 27 GB (camada única) 46,6 / 50 / 54 GB (camada dupla) | 15 GB (camada única) 30 GB (camada dupla)       | 4,7 GB (camada única) 8,5 GB (camada dupla) |
| Comprimento de onda do raio laser | 405 nm                                                            | 400 nm                                          | 650 nm                                      |
| Taxa de transferência             | 54,0 MB/s                                                         | 36,55 MB/s                                      | 11,1 MB/s                                   |
| Formatos suportados               | MPEG-2, MPEG-4 AVC, VC-1                                          | MPEG-2, VC-1 (baseado no WMV), H.264/MPEG-4 AVC | MPEG-2                                      |

### Divisão das regiões

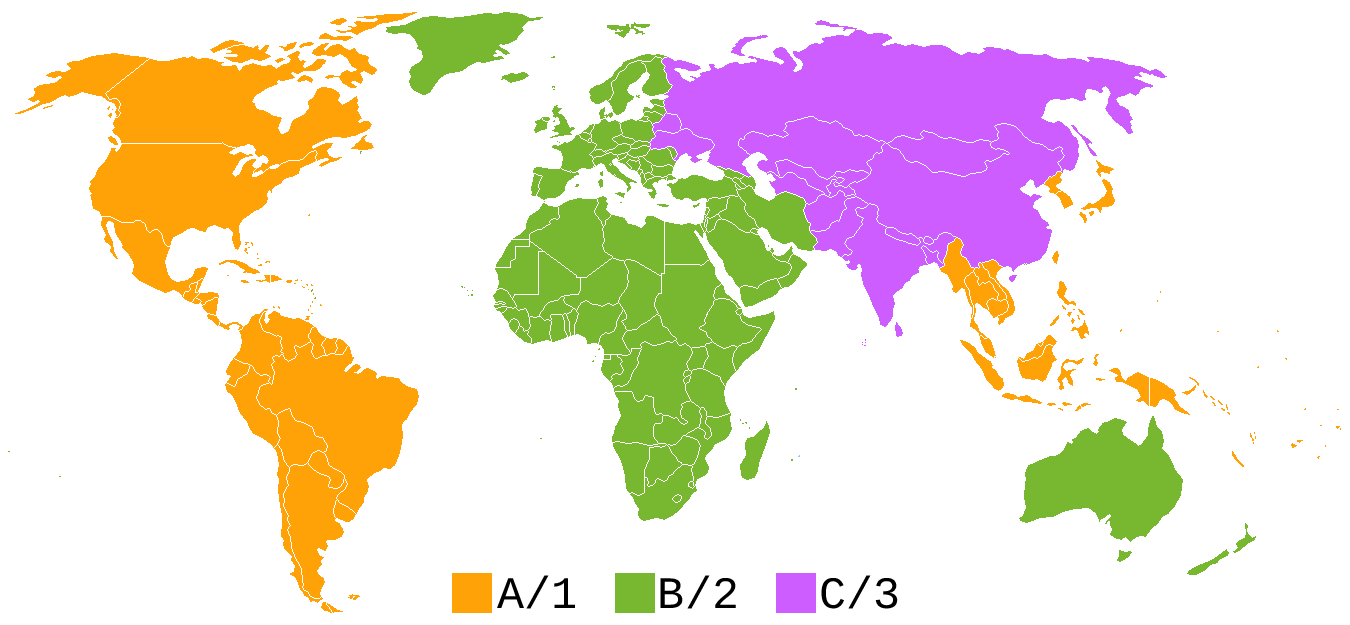
Mapa da divisão das regiões do Blu-ray.

As regiões do Blu-ray são diferentes das regiões do DVD.
| Código da Região | Área |
| ---------------- | --- |
| A ou 1           | América do Norte, América Central, América do Sul (Exceto a Guiana Francesa), Leste da Ásia (exceto República Popular da China e Mongólia) |
| B ou 2           | Europa, Oriente Médio, África, Oceania e Guiana Francesa                                                                                   |
| C ou 3           | República Popular da China, Mongólia, Rússia, Bielorrússia, Ucrânia, Ásia Central, Subcontinente Indiano.                                  |

## Jogos em Blu-Ray

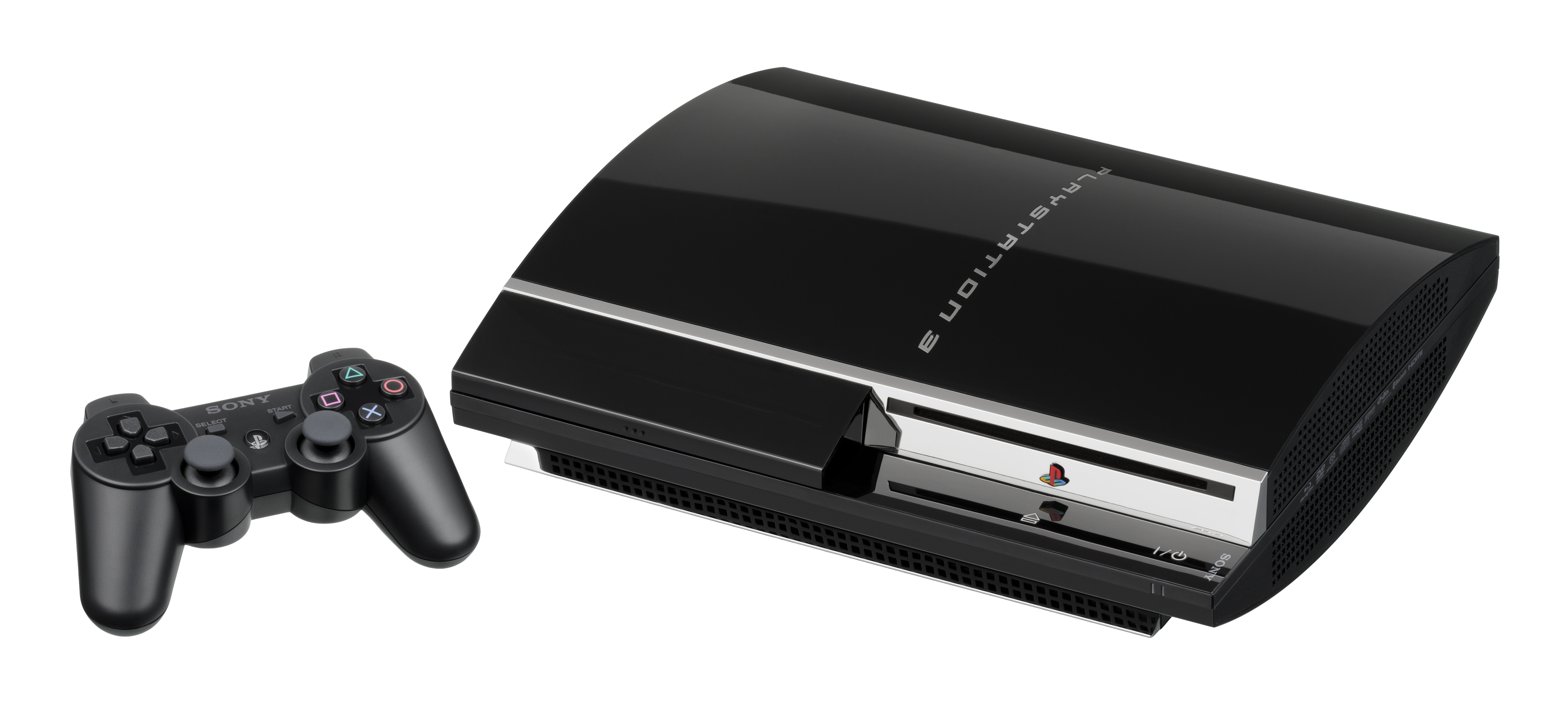
Playstation 3 lançado em 2006 foi o primeiro console de jogos eletrônicos a rodar discos Blu-ray.

Todos os jogos do PlayStation 3 são em formato Blu-ray. Alguns chegam a quase 50 GB de tamanho (devido aos gráficos complexos e imagens em 3D), como por exemplo, Uncharted 3: Drake's Deception, God of War III, Killzone 3 e Resistance 3. Assim como os filmes os jogos também utilizam códigos de regiões que se diferenciam por região 1, 2, 3 e livre, porém não valem como bloqueio e sim para identificação. 
Também esse formato é usado nos consoles da oitava geração como: Wii U (originalmente como BD-ROM), Playstation 4 (sucessor do PS3) e o Xbox One (sucessor do Xbox 360, cujo este não usava esta tecnologia mas sim a do HD DVD).

## Blu-ray no Brasil
Os discos de blu-ray, assim como tradicionalmente fazem os de DVD, permitem que se escolha legendas (e ocasionalmente dublagem) para diversas línguas. Para se ter uma variedade maior pode-se importar. Alguns títulos comercializados no exterior podem trazer legendas e/ou dublagem em português brasileiro. Os países da região A onde se comercializam a maioria dos títulos que incluem suporte ao português brasileiro são os EUA e Japão.

### Títulos disponíveis no Brasil
A Paramount, desde dezembro de 2008 dispõe de seus principais filmes em Blu-ray no Brasil.
A Disney é a empresa da área que menos comercializa Blu-ray no Brasil. Tem pouquíssimos títulos da mídia, e quando raramente algum é lançado, como High School Musical 3 e Monstros S.A, vem em uma versão simples, sem bônus, diferentemente dos Blu-rays triplos lançados nos Estados Unidos. Os filmes lançados no país são produzidos no Japão, tendo finalização na Zona Franca de Manaus.
A principal desenvolvedora do formato Blu-ray, Sony, possui diversos títulos no formato lançados no país, e outros lançados durante o ano de 2009.

### Problemas
Na época de seu lançamento, em 2008 e 2009, os títulos em blu-ray no país foram considerados os mais caros do mundo.
Dentre outros problemas encontrados nos discos nacionais, estão a baixa qualidade da réplica do conteúdo, a falta de "luvas", de extras, de áudio em alta definição e discos a menos em relação as edições internacionais.
Em agosto de 2015 foi iniciado uma campanha contra a Disney do Brasil,[carece de fontes?] ganhando ampla repercussão nas redes sociais da empresa e dos responsáveis.

### Produção de blu-ray no Brasil
Wilson Cabral, diretor-geral da Sony Pictures do Brasil, declarou ao AdNews que estava otimista com o crescimento de vendas e do consumo de Blu-Ray em 2009, acreditando que os primeiros discos no formato começariam a ser produzidos no Brasil no 2° semestre de 2009.
A empresa brasileira Multilaser já disponibiliza sua própria mídia blu-ray virgem, com capacidade de 25 GB.
O primeiro blu-ray a ser gravado, produzido, autorado e fabricado no Brasil é a produção independente, Outra Vez - Ao Vivo no Estúdio, lançado em julho de 2009 pelo cantor e compositor, Ritchie.[carece de fontes?] A Microservice foi a primeira empresa a replicar discos blu-ray no Brasil, produzindo a primeira mídia pré-gravada em novembro de 2009.[carece de fontes?]